# Ga'on
Ga’on (hebrejsky: גָּאוֹן, doslova „excelence“ ) je titul, jenž se dával v 7.–11. století n. l. vynikajícím židovským učencům, kteří stáli v čele babylónských duchovních akademií, z nichž vzešly první výklady Talmudu. Nejznámější z ga’onů je Sa'adja Ga'on (822-942), autor filozofického spisu Sefer emunot ve-de'ot (Kniha víry a názorů). Titulem ga’on se začali označovat též pozdější zvlášť významní rabínští učenci, k nímž patřil např. Ga'on z Vilna (1720-1797).